# Isonychus maculipennis
Isonychus maculipennis är en skalbaggsart som beskrevs av Moser 1918. Isonychus maculipennis ingår i släktet Isonychus och familjen Melolonthidae. Inga underarter finns listade i Catalogue of Life.